# Лысенин, Владимир Викторович
Влади́мир Викторович Лысе́нин (род. 24 января 1978 года, Москва, СССР) — российский двоеборец, участник двух зимних Олимпийских игр, мастер спорта России.

## Спортивная биография
Заниматься лыжным двоеборьем Владимир Лысенин начал в 1987 году под руководством В. Бруева. 29 декабря 1997 года Лысенин дебютировал в Кубке мира на этапе в немецком городе Обервизенталь, где занял 10-е место в спринтерской гонке. 9 января 1998 года Владимир принял участие в этапе Кубка мира в австрийском Рамзау, став 7-м в индивидуальной гонке. На зимних Олимпийских играх Лысенин впервые выступил в 1998 году на Играх в Нагано. В командных соревнованиях сборная России заняла 9-е место.
В следующий раз на зимних Олимпийских играх Лысенин выступил в 2002 году в Солт-Лейк-Сити. В личном первенстве Владимир провалил прыжковую часть, заняв лишь 40-е место, в результате чего отрыв от лидера составил более 6-ти минут. Тем не менее лыжная гонка для Лысенина сложилась более успешно. Российский двоеборец показал 17-е время на дистанции и смог подняться на итоговое 35-е место. В командных соревнованиях российская сборная не смогла финишировать.
Лысенин является четырёхкратным чемпионом России в командном первенстве и трёхкратным чемпионом в личном зачёте.